# Puliciphora pulex
Puliciphora pulex är en tvåvingeart som beskrevs av Dahl 1898. Puliciphora pulex ingår i släktet Puliciphora och familjen puckelflugor. Inga underarter finns listade i Catalogue of Life.